# Wapen van Hoogheemraadschap De Stichtse Rijnlanden

Het wapen van het waterschap Stichtse Rijnlanden

Het wapen van het Hoogheemraadschap De Stichtse Rijnlanden werd op 1 februari 1994 aan het nieuw ontstane waterschap toegekend. Het Hoogheemraadschap De Stichtse Rijnlanden ontstond in 1994 na een fusie tussen de waterschappen Kromme Rijn, Leidse Rijn en Lopikerwaard. Per 1 januari 1995 werd ook het Groot-Waterschap van Woerden in het hoogheemraadschap opgenomen. Het wapen werd hierna niet aangepast.
Het wapen is gebaseerd op het wapen van het Sticht Utrecht, met als elementen om af te wijken een blauwe schildzoom en twee schildhouders in de vorm van zwanen. De zwanen en blauwe schildzoom symboliseren het water uit het hoogheemraadschap.

## Blazoeneringen
De blazoenering van het wapen luidt als volgt:
Keel met een schildzoom van azuur en over alles heen een kruis van zilver. Het schild gedekt met een gouden kroon van vijf bladeren en gehouden door twee zwanen van zilver, gebekt en gepoot van keel.
Het wapen is rood van kleur met daaromheen een blauwe schildzoom. Over het rode vlak en de schildzoom heen ligt een zilveren kruis. Boven op het schild staat een markiezenkroon. Aan weerszijden van het schild staat een schildhouder in de vorm van een zilveren zwaan met rode bek en poten.

## Vergelijkbare wapens
Zowel de Lopikerwaard als de Kromme Rijn voerden schildhouders, waardoor ook Stichtse Rijnlanden het recht had om schildhouders te voeren.

Wapen van het Sticht Utrecht
Het wapen van de Kromme Rijn
Het wapen van de Leidse Rijn
Het wapen van de Lopikerwaard

Aa en Maas ·
Amstel, Gooi en Vecht ·
Brabantse Delta ·
Delfland ·
De Dommel ·
Hollands Noorderkwartier ·
Hollandse Delta ·
Limburg ·
Hunze en Aa's ·
Noorderzijlvest ·
Rijnland ·
Rivierenland ·
Schieland en de Krimpenerwaard ·
De Stichtse Rijnlanden ·
Vallei en Veluwe ·
Vechtstromen · 
Fryslân